# Philippe Adamski
Philippe Adamski (Dechy, 8 aprile 1985) è un orientista francese, vincitore dei campionati mondiali di orientamento del 2011 tenutasi in Savoia (Francia).
Ha vinto anche 3 medaglie ai campionati europei: due d'argento a Primorsko nella staffetta e nella lunga distanza e una di bronzo a Falun ancora nella staffetta.
Ai campionati mondiali giovanili a Tenero-Contra nel 2005 si è classificato secondo nella media distanza e terzo nella lunga.